# Sant Vicenç d'Adons
Sant Vicenç d'Adons és una església amb elements neoclàssics d'Adons al municipi de Pont de Suert (Alta Ribagorça) inclosa a l'Inventari del Patrimoni Arquitectònic de Catalunya.

## Descripció
Església d'una nau molt modificada. La volta esfondrada ha estat substituïda per un forat de biguetes amb revoltons. La coberta actual és a una vessant.
Un petit campanar amb coberta de lloses de pissarra té una campana a la finestra.